# Gemeentebelangen Achtkarspelen
Gemeentebelangen Achtkarspelen (afgekort: GBA) is een lokale politieke partij in de Friese gemeente Achtkarspelen. De partij wil een kleine overheid met zo min mogelijk regelgeving en bureaucratie. Tevens is ze tegen een gemeentelijke fusie maar is ze voor ambtelijke samenwerking met andere gemeenten.
De partij is opgericht in 1993 en heeft sinds de verkiezingen van 1994 altijd twee of drie zetels in de Achtkarspelse gemeenteraad gehad. Sinds 2018 neemt de partij deel van het college in de gemeente, samen met het CDA en de ChristenUnie. Eerder was ze deel van het college in de periode 2014-2016 samen met de FNP en de PvdA, maar dit college was na twee jaar gevallen wegens onenigheid over de begroting van het sociaal domein.
In juni 2023 splitste het raadslid De Vries zich af, waardoor de partij haar derde zetel verloor. In maart 2024 hield Sierd Vegelin op met zijn wethouderschap, dat hij namens de partij deed. Als vervanger schoof de partij Jelle Boerema naar voren, die eerder wethouder was voor de VVD in Kollumerland en Noardeast-Fryslân. De VVD is sinds de verkiezingen van 2022 niet meer vertegenwoordigd in de Achtkarspelse raad. Op 1 maart 2025 verliet ook het raadslid Hooghiemstra de fractie, die overstapte naar de FNP. Hij stelde dat hij meer ambitie had dan het GBA hem kon bieden, en op zoek was naar een partij met een professionele organisatie en structuur.

## Verkiezingen
De partij heeft bij verschillende verkiezingen de volgende zetelaantallen behaald:
| Jaar | Stemmen | %   | Zetels |
| ---- | ------- | --- | ------ |
| 1994 | 1.582   | 11% | 2 / 21 |
| 1998 | 1.628   | 12% | 2 / 21 |
| 2002 | 1.718   | 12% | 2 / 21 |
| 2006 | 1.075   | 8%  | 2 / 21 |
| 2010 | 1.494   | 13% | 3 / 21 |
| 2014 | 1.796   | 15% | 3 / 21 |
| 2018 | 1.876   | 15% | 3 / 21 |
| 2022 | 1.703   | 14% | 3 / 21 |